# 12421 Женя
12421 Женя (12421 Zhenya) — астероїд головного поясу, відкритий 16 жовтня 1995 року.
Тіссеранів параметр щодо Юпітера — 3,480.